# 钞库街河房
钞库街河房位于中国江苏省南京市秦淮区钞库街38号，秦淮河来燕桥处南岸，又称袁道台河房，最早是建于晚清的袁姓道台住宅。该建筑曾于20世纪80年代和2011年两次重修，20世纪80年代在此处拍摄电视剧《桃花扇》之后，改为“李香君故居”纪念馆对外开放。现存三进两院，最后一进为河厅，现设秦淮八艳史料陈列和李香君卧室、书房、客厅与琴房的复原陈列。